# Castiglione d’Orcia
Castiglione d’Orcia település Olaszországban, Toszkána régióban, Siena megyében. Lakosainak száma 2144 fő (2023. január 1.). Castiglione d’Orcia Abbadia San Salvatore, Montalcino, Pienza, Radicofani, San Quirico d’Orcia, Seggiano és Castel del Piano községekkel határos.

## Fekvése
Ascianótól délre, Sienától 40 km-rel délkeletre fekvő település.
Szomszédos települések: Abbadia San Salvatore, Castel del Piano (Grosseto megye), Montalcino, Pienza, Radicofani, San Quirico d'Orcia és Seggiano (Grosseto megye).
A következő kerületeket (frazioni) tartalmazza: Bagni San Filippo, Belvedere (850 méter, 20 lakos), Campiglia d'Orcia, (más néven Osteria Gallina, 316 m, 150 lakos), Gallina, Monte Amiata Scalo (Montalcino is része, 184 méter, 30 lakos), Montieri (937 m, 15 lakos), Pietrineri (654 méter, 20 lakos), Poggio Rosa (525 m, 60 lakos), Rocca d'Orcia és Vivo d'Orcia.

## Története

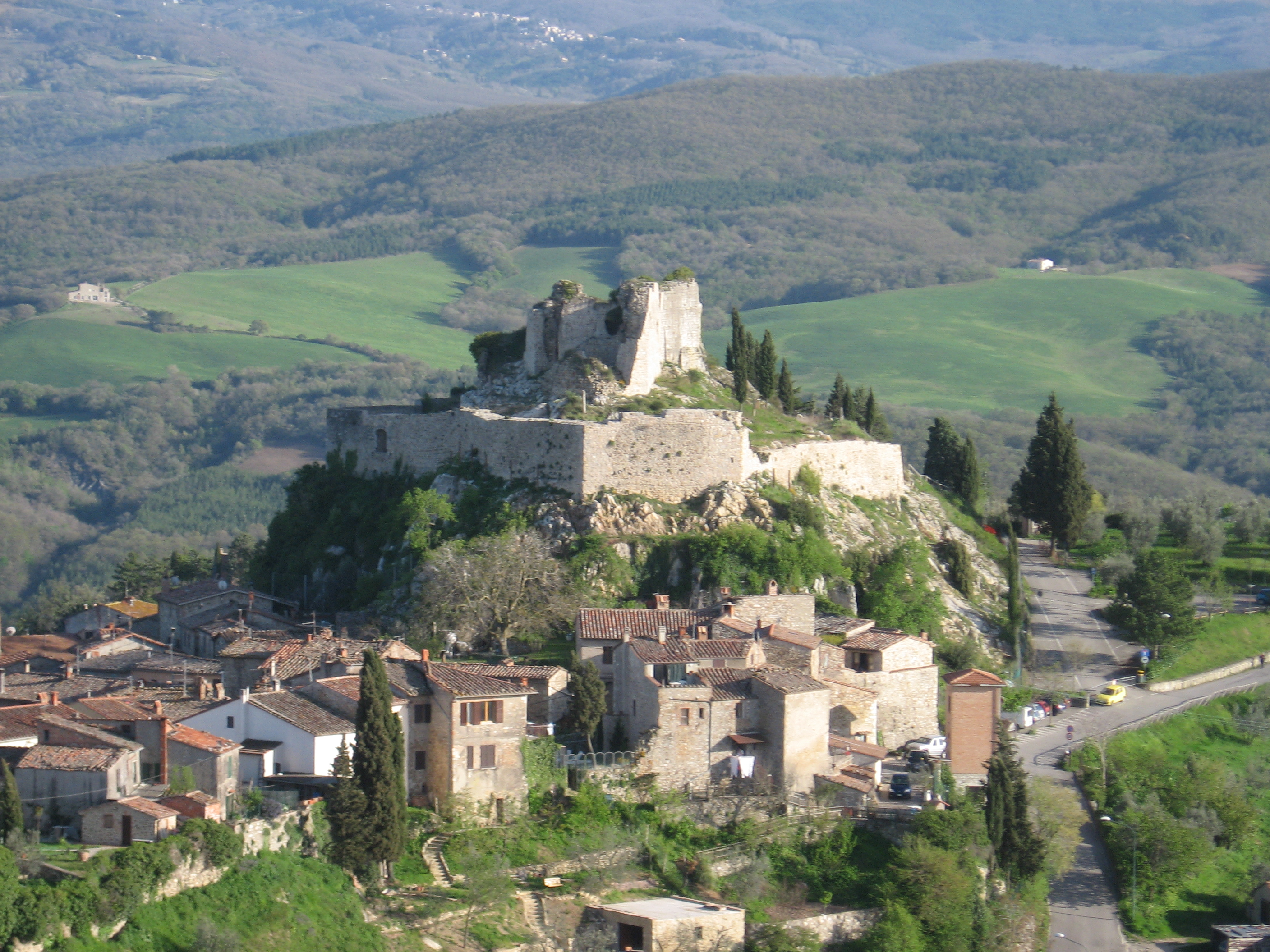

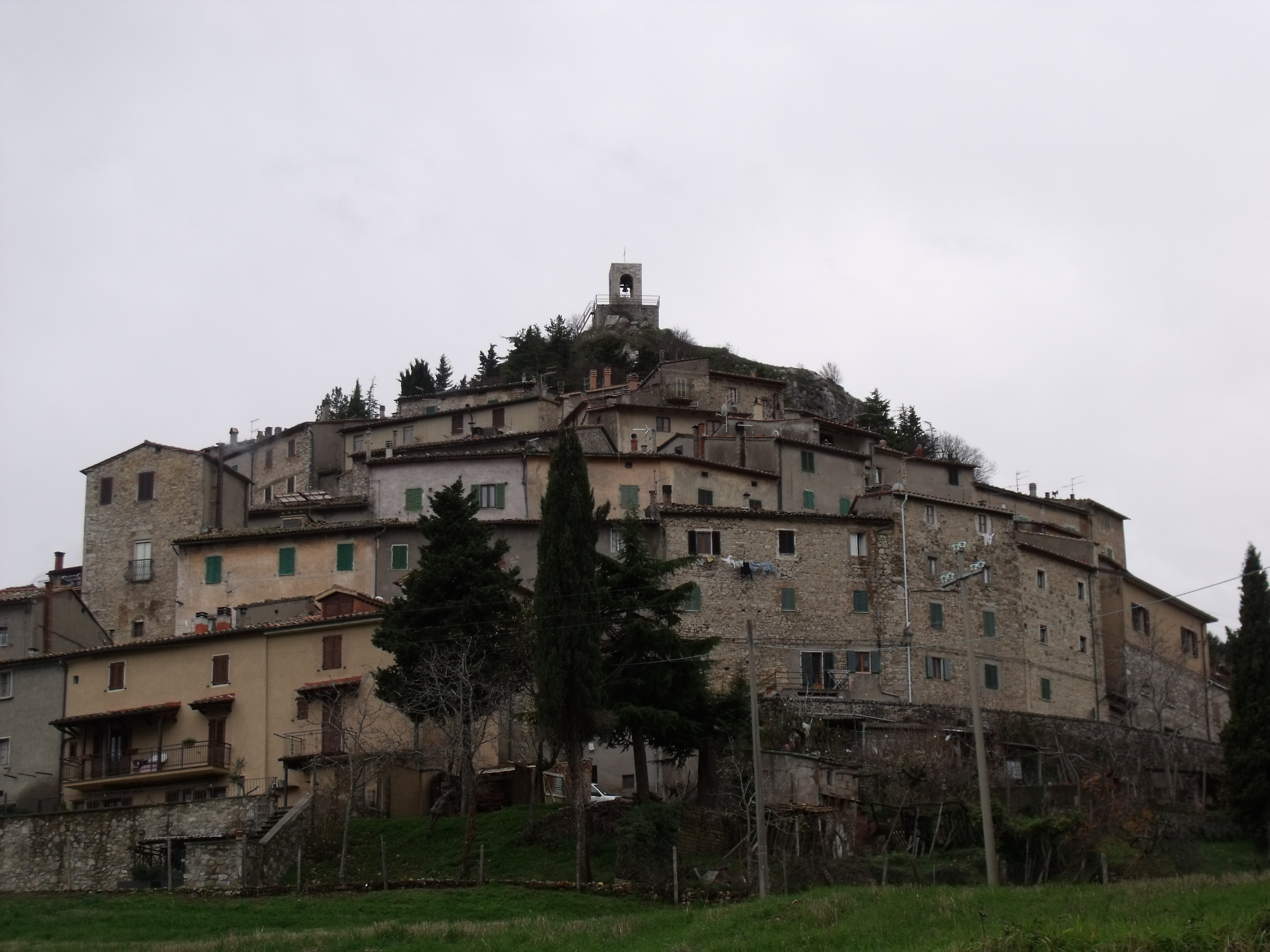

1014-ben az Aldobrandeschi család birtokában volt Petra néven, 1094-ben Castrum Leonis néven említették. A montaperti csata után a hely Siena és Firenze, vagyis a guelfek és ghibellinek közötti konfliktus színhelye volt. 1309-ben épült a városfal. 1554-ben a Siena és Firenze közötti viszály után a város a Medicieké, majd a Toscanai Nagyhercegség része lett. 1605-től a várost, mint hűbérbirtokot a bolognai gróf Giulio Riario részére jelölték ki. Az önkormányzat 1867-ben bővült, amikor Castiglione d'Orcia, Bagni San Filippo, Campiglia d'Orcia és Vivo d'Orcia elszakadt Abbadia San Salvatoretól, és Castiglione d'Orciához került.

## Termálfürdő
A termálfürdő Castiglione d'Orcia Bagni San Filippo nevű kerületében fekszik, mely a Monte Amiata lejtőjén található kénes vizű fürdő, amelynek fehér színű, különleges formákat létrehozó kalciumlerakódásai vannak, vízesésekkel.
A hagyományok szerint Szent Fülöp is megállt itt remeteként 1269-ben.

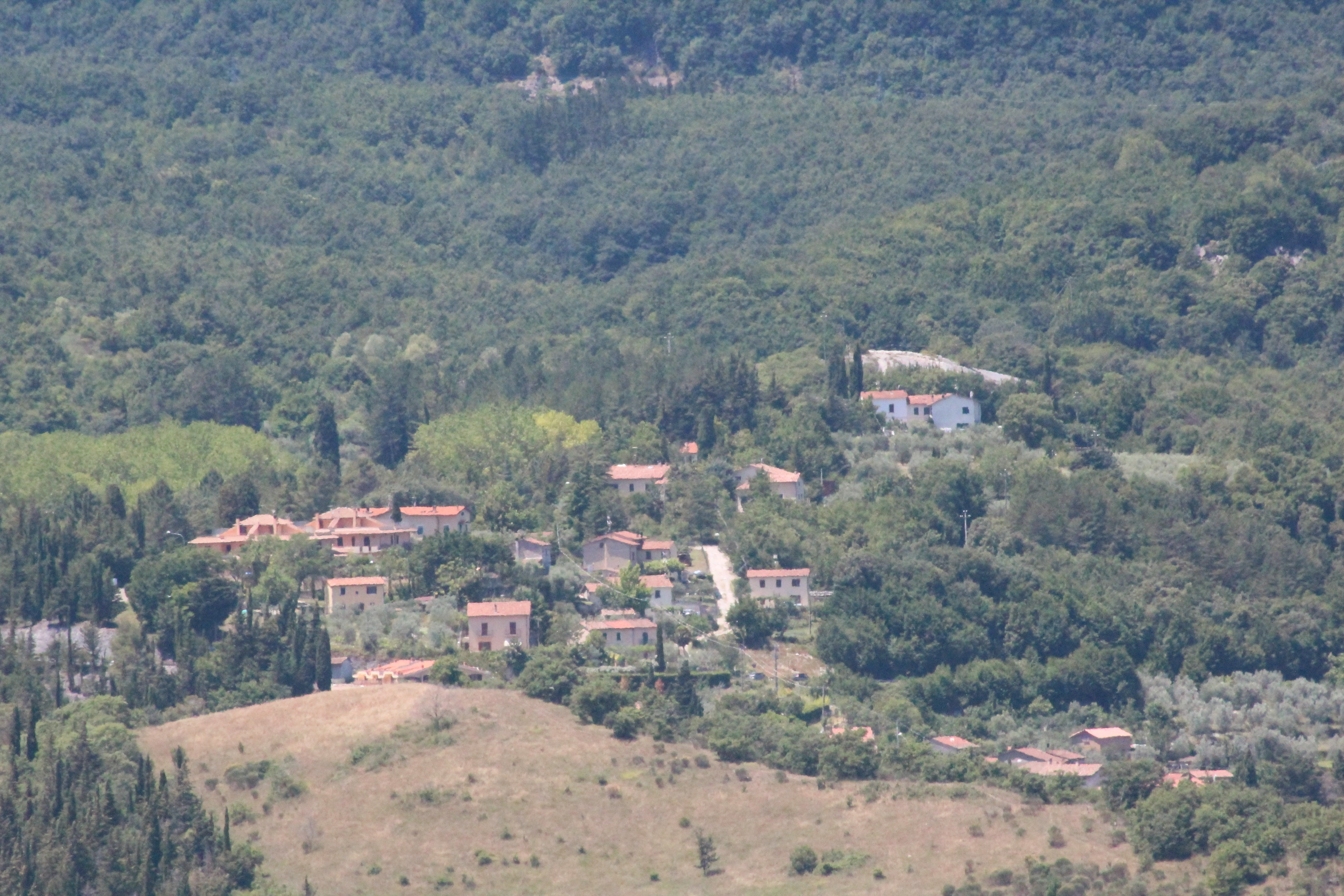
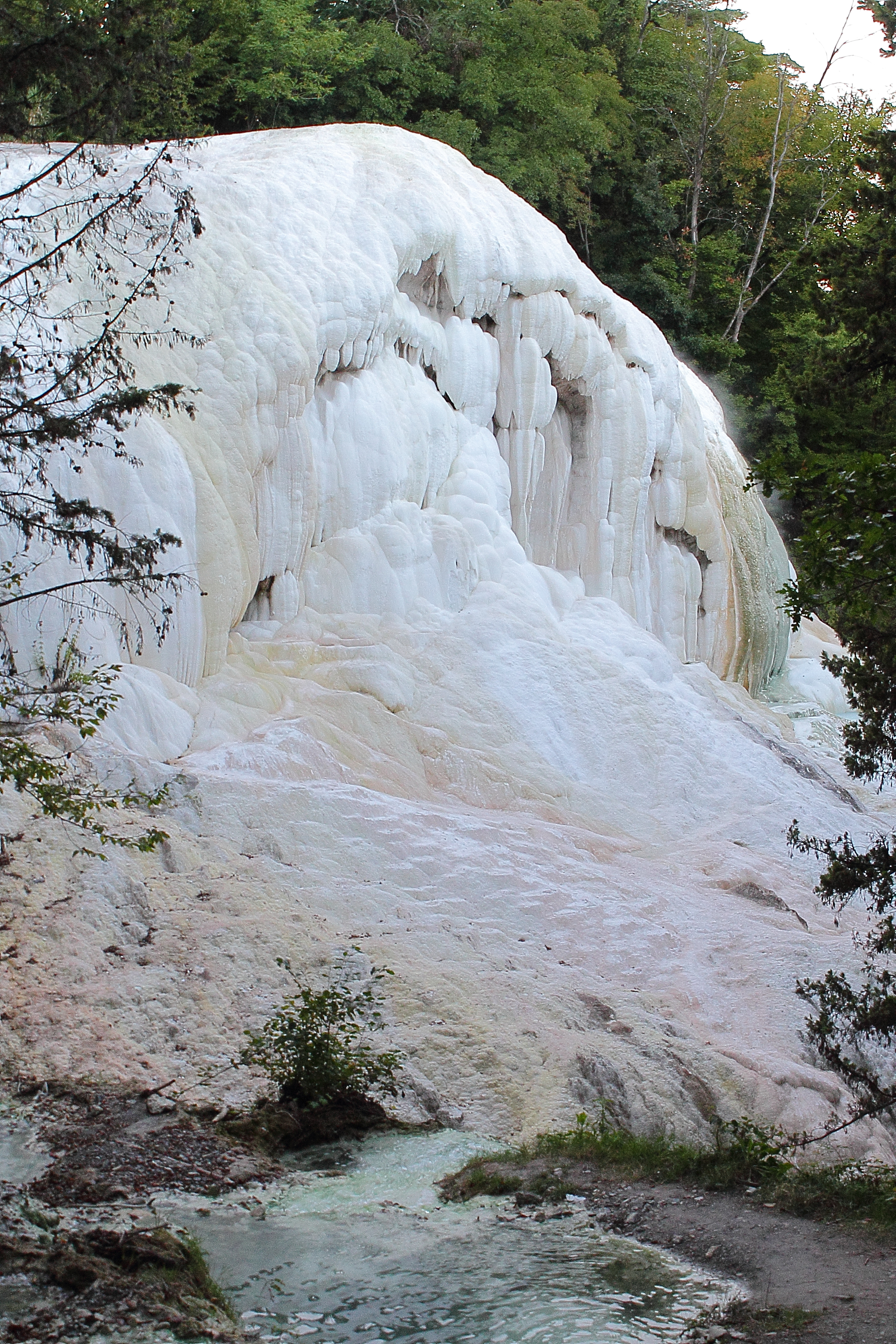
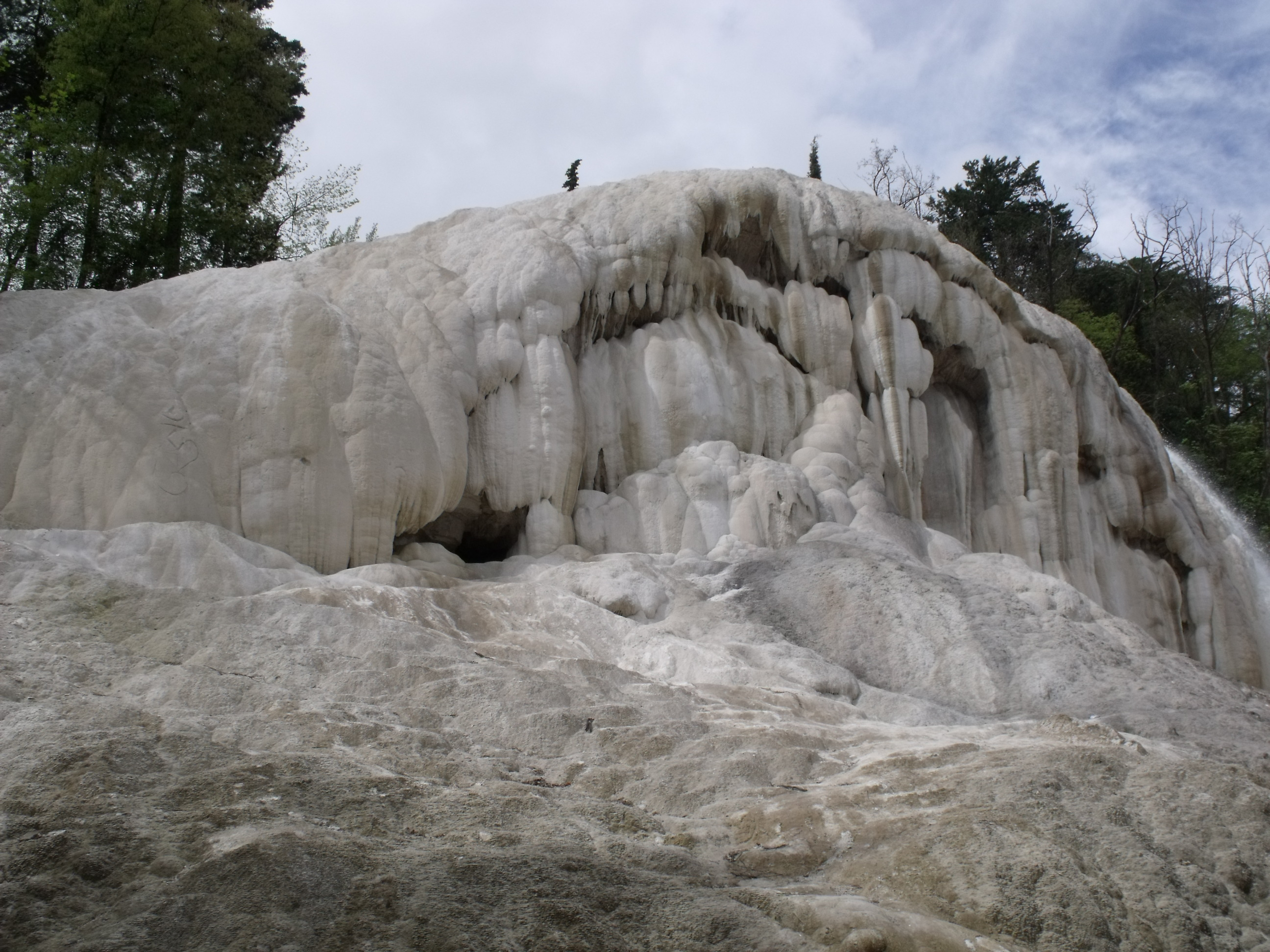
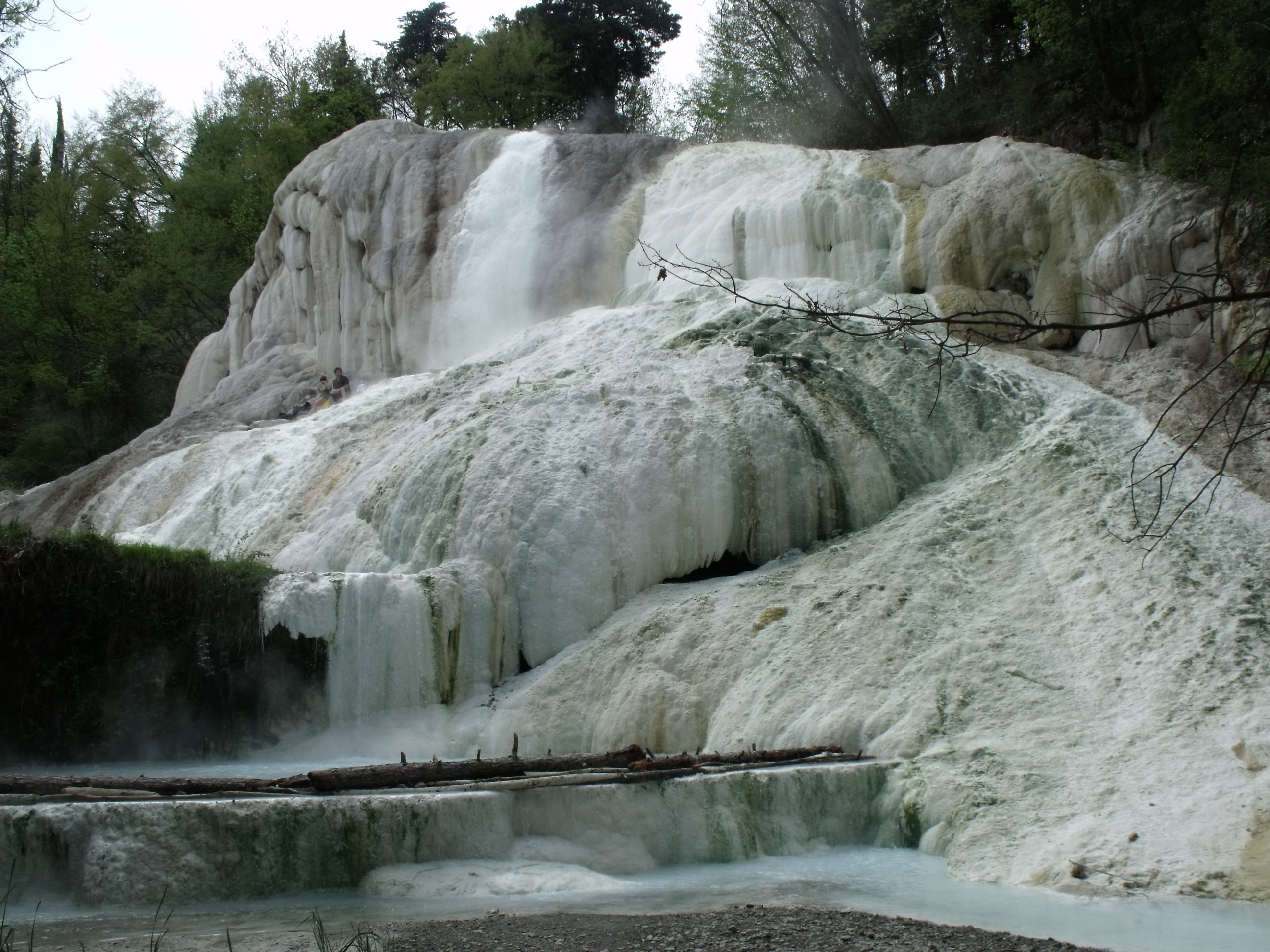
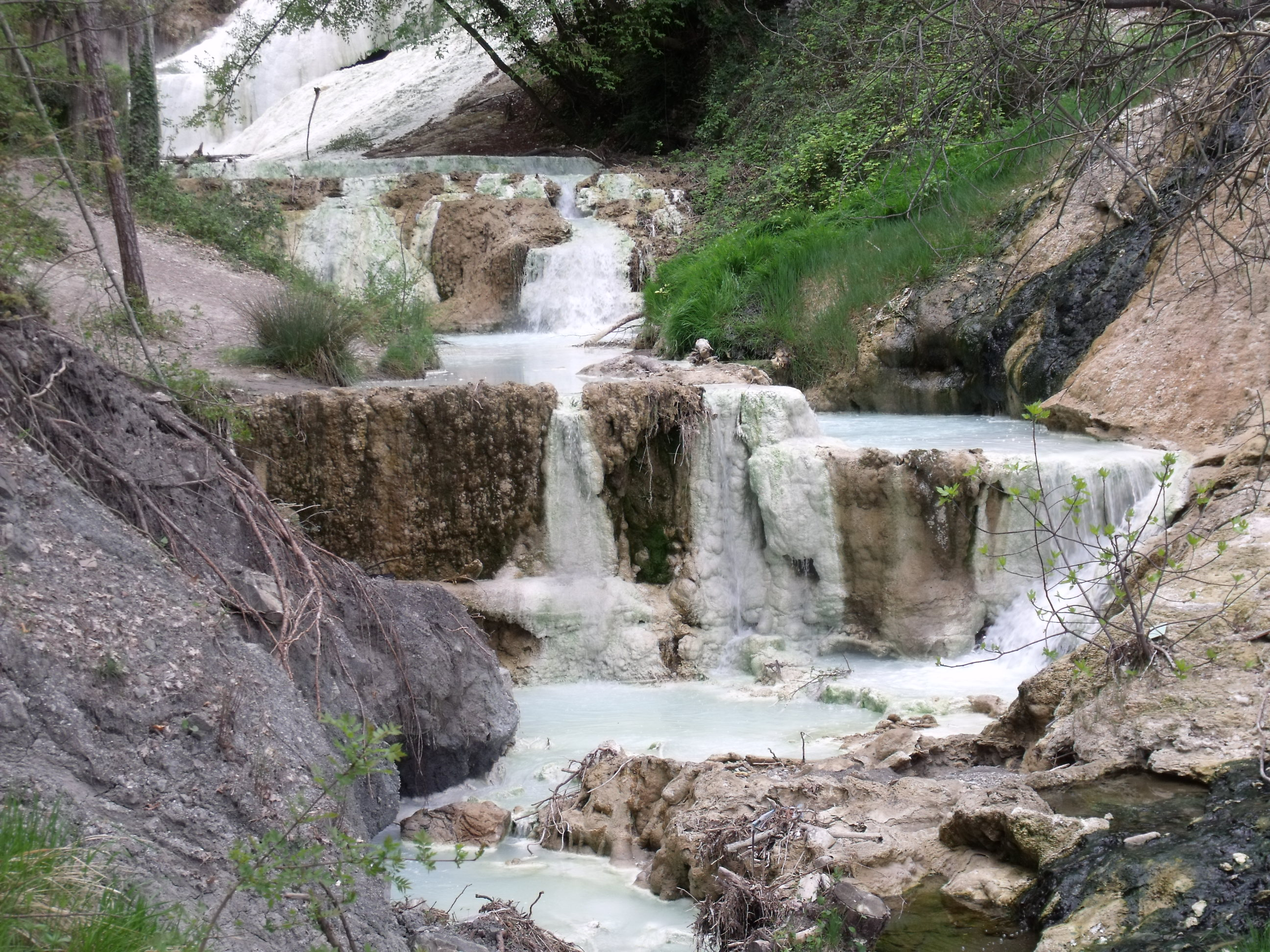
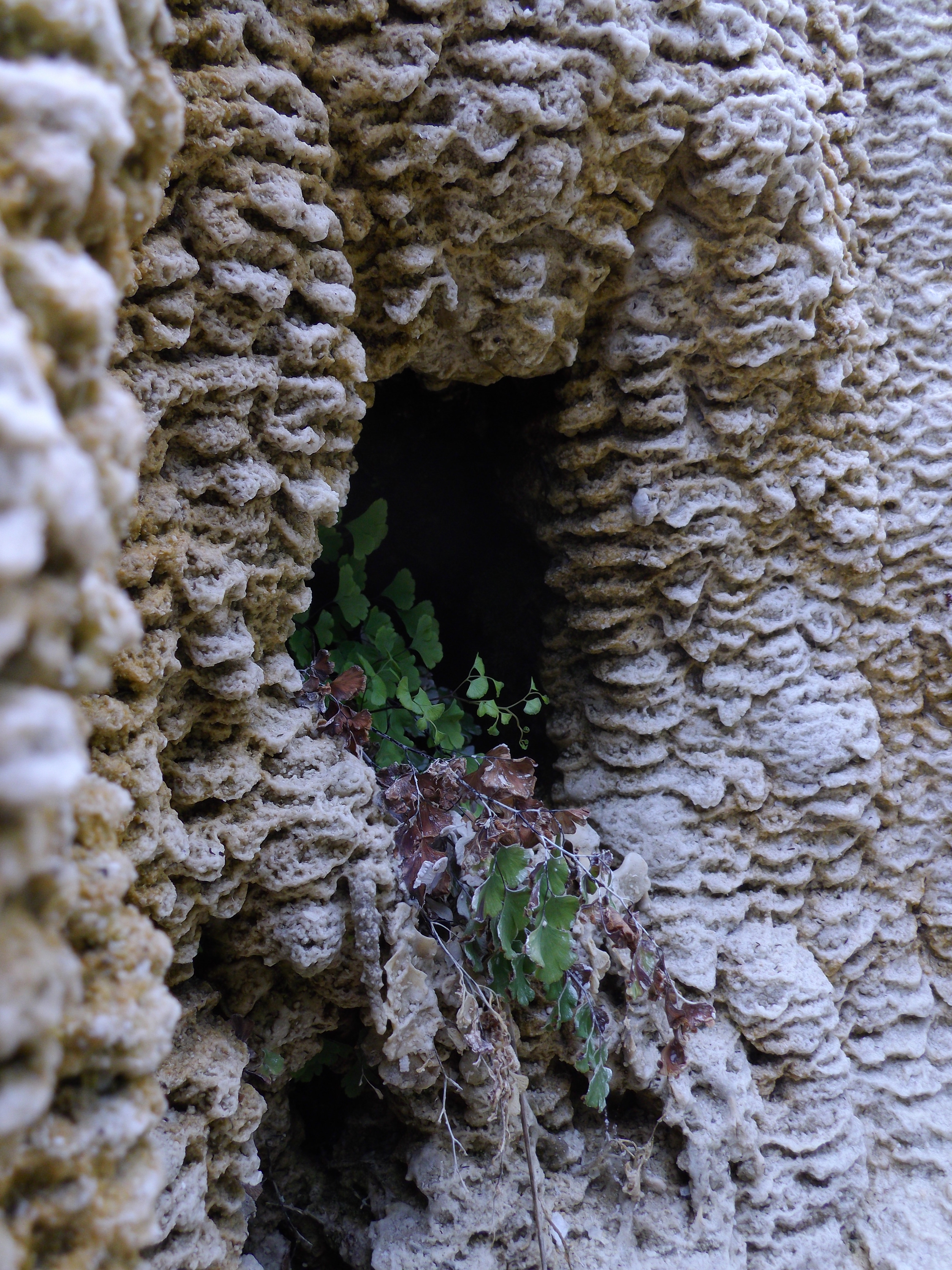

## Galéria

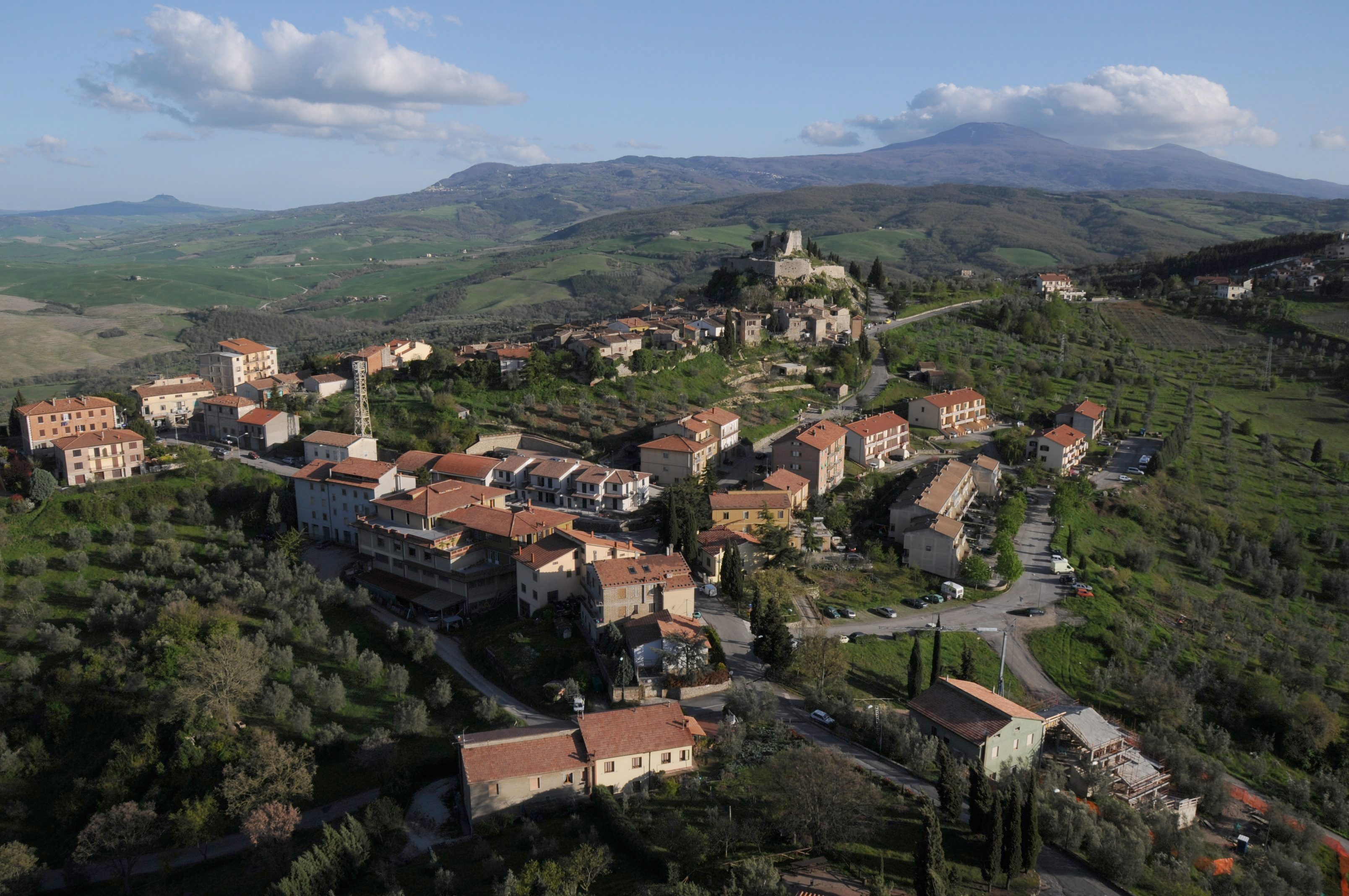
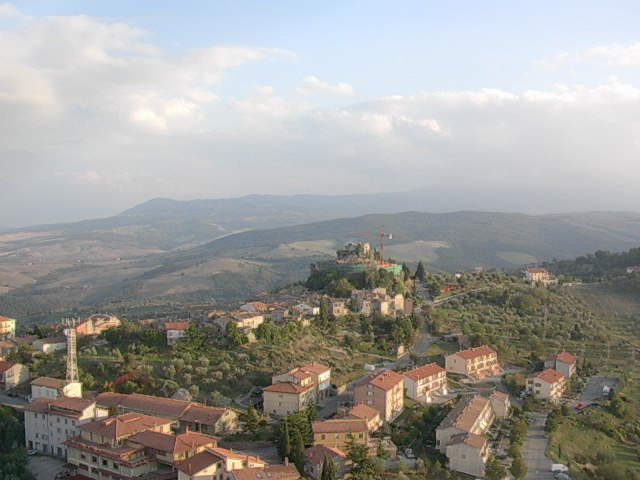
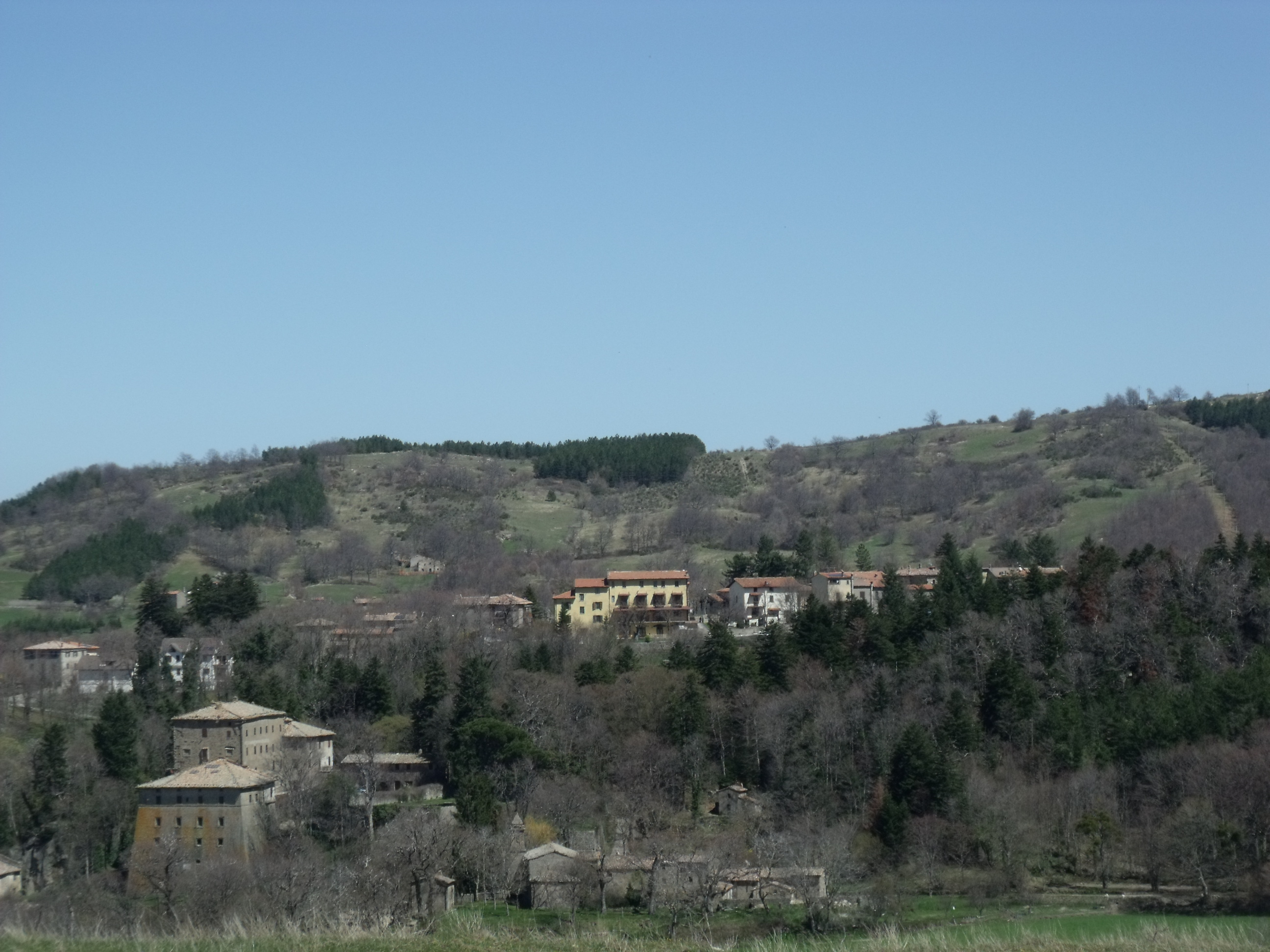
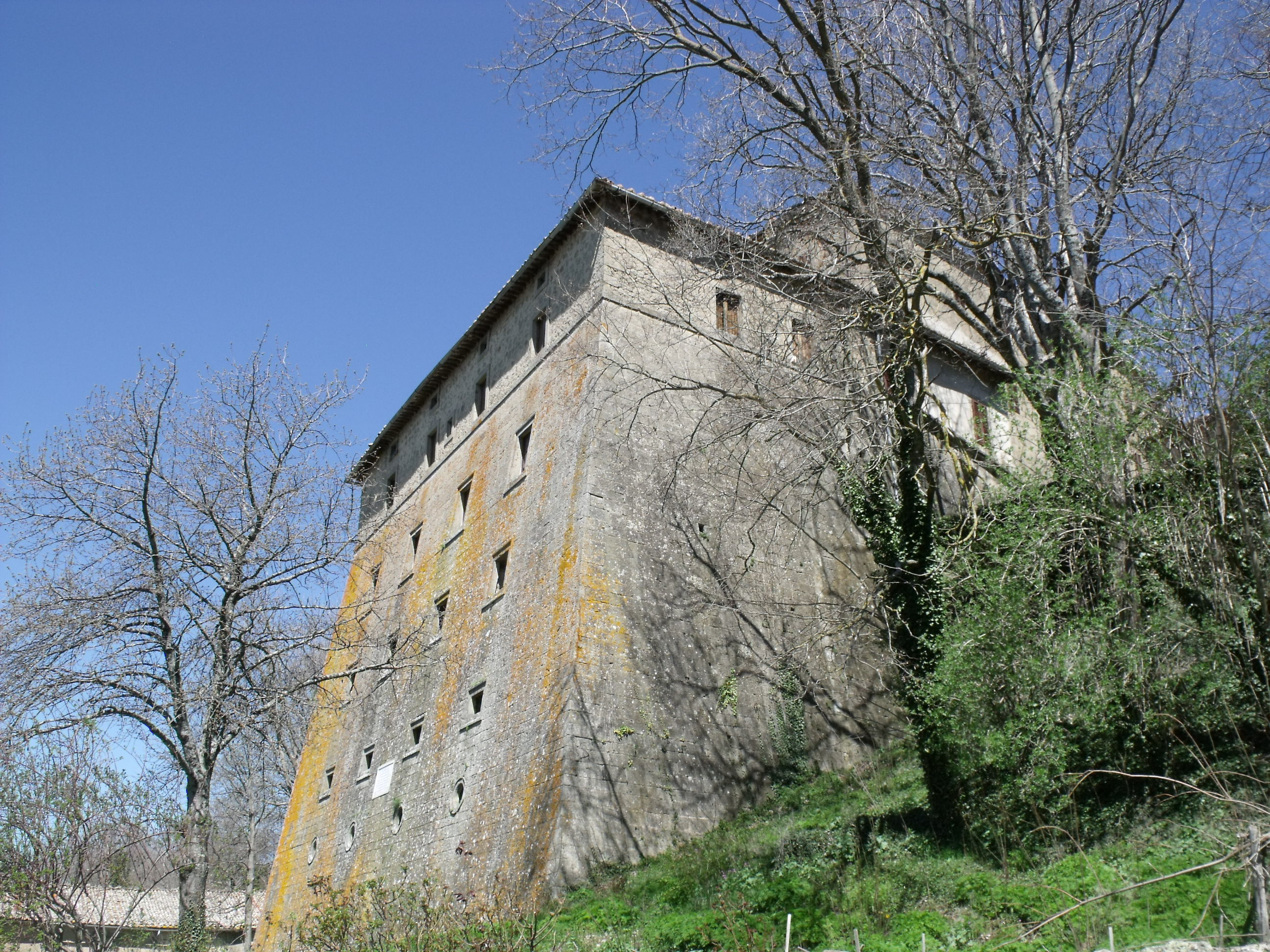
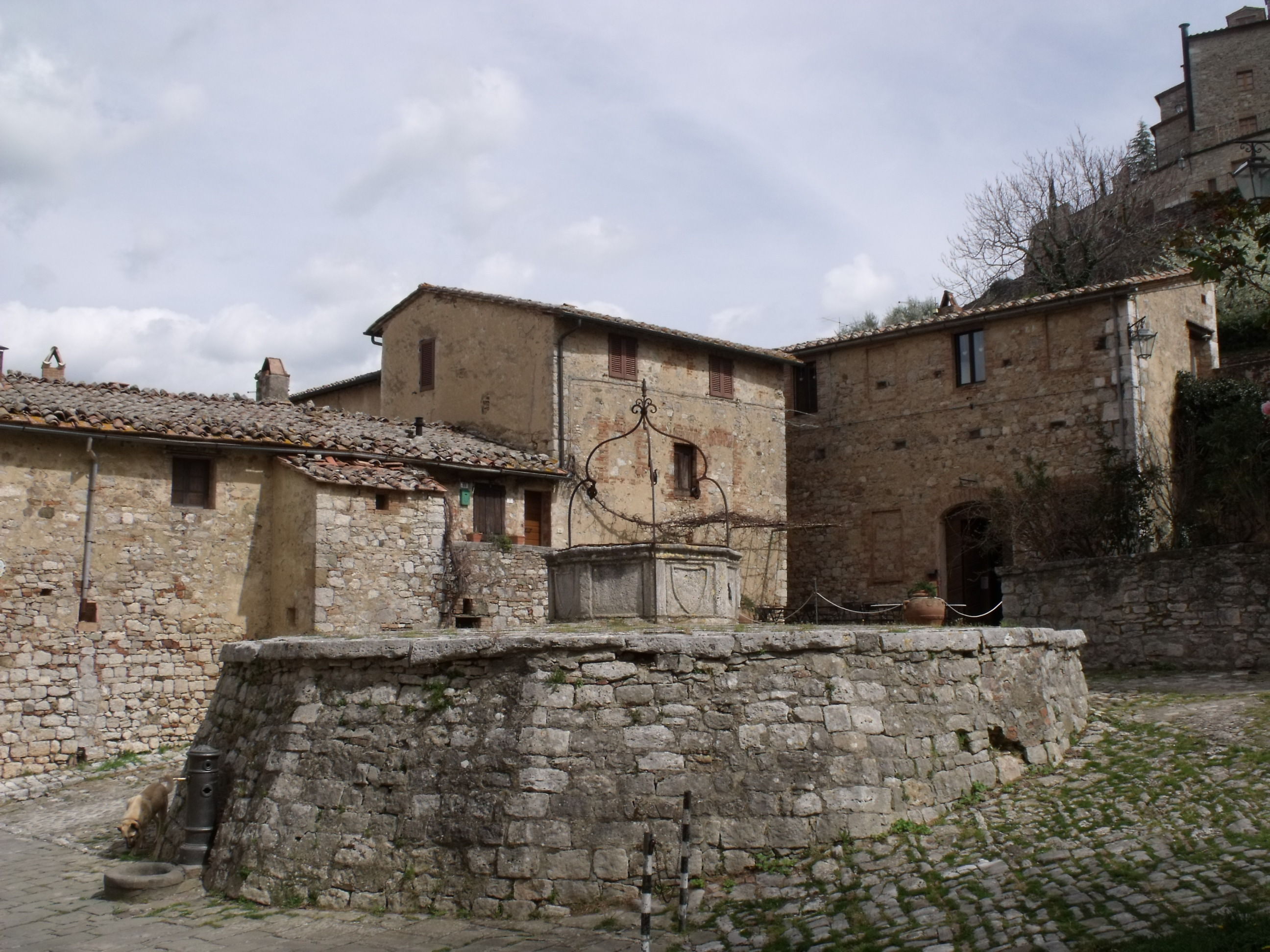
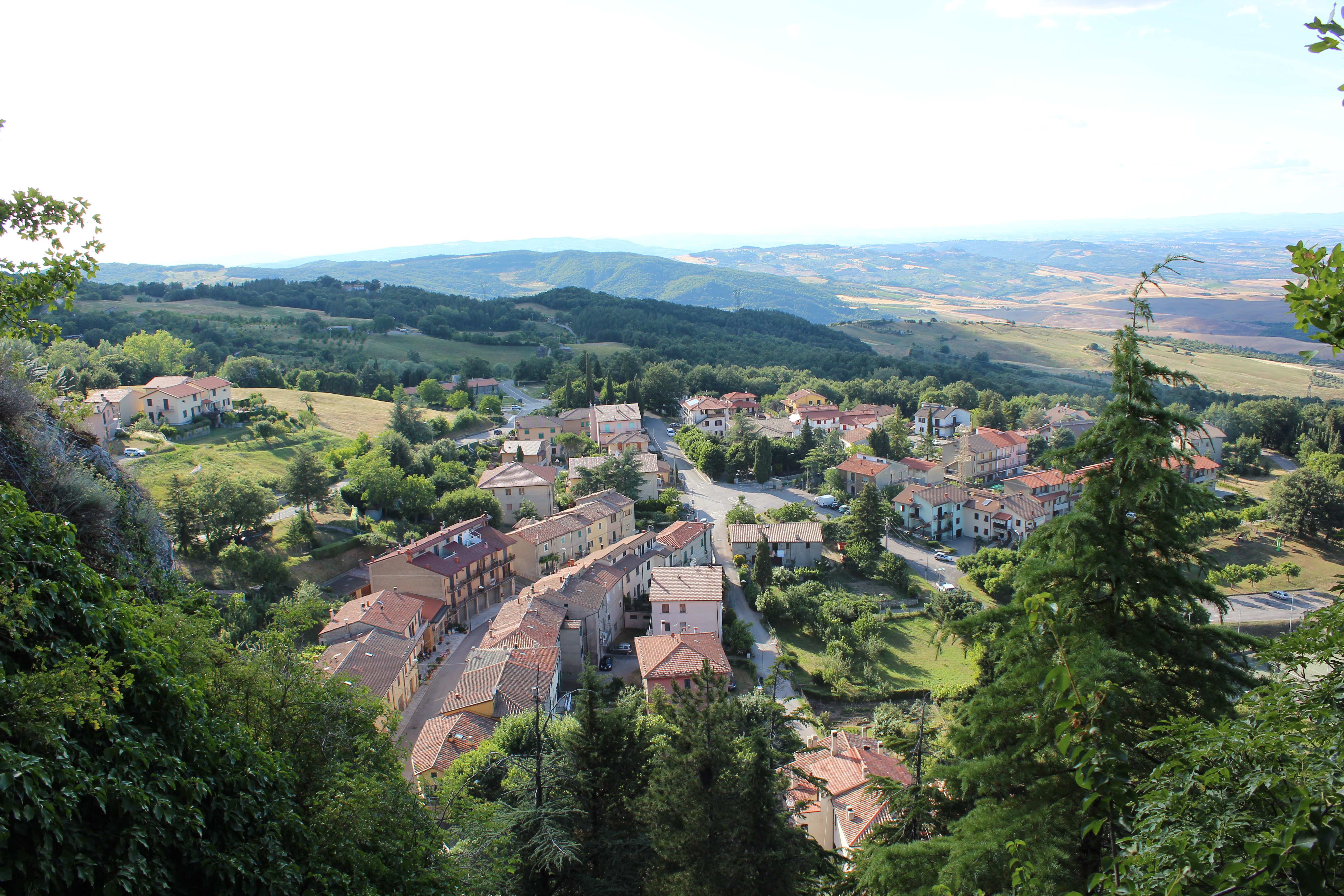

## Nevezetességek
- Szt. István templom
- Szt. Maria Maddalena templom
- Szt. Biagio templom
- Szt. Giovanni Battista templom
- Szt. Sebastiano-templom
- Szt. Simeone főtemplom
- Szt. Fülöp templom